# Marcel Desprets
Marcel Desprets, född 19 augusti 1906 i Saint-Quentin, död 12 mars 1973 i Brignoles, var en fransk fäktare.
Desprets blev olympisk guldmedaljör i värja vid sommarspelen 1948 i London.